# Flemington, New Jersey
Flemington är en stad i Hunterdon County i delstaten New Jersey, USA. Flemington är administrativ huvudort (county seat) i Hunterdon County. 

## Kända personer
- Danny Federici - Musiker
- Charlie Morton - Basebollspelare